# DNA聚合酶δ
DNA聚合酶δ（DNA polymerase delta）為真核生物體內的一種酶複合體，可進行DNA复制及修復。DNA聚合酶δ由四個次單元組成：POLD1、POLD2、POLD3，以及POLD4。本酵素可進行延遲股及領先股的複製。若PCNA存在，該酵素的持續效能會增強。

## 外部連結
- 醫學主題詞表（MeSH）：DNA+polymerase+delta

DNA聚合酶δ引用了美国国家医学图书馆提供的資料，这些資料属于公共领域。